# Honji suijaku
Le terme honji suijaku ou honchi suijaku (本地垂迹) dans la terminologie religieuse japonaise renvoie à une théorie largement acceptée jusqu'à l'ère Meiji selon laquelle des divinités bouddhistes indiennes ont choisi d'apparaître au Japon comme des kamis natifs, afin de plus facilement convertir et sauver les Japonais,. Cette théorie affirme que certains kamis (mais pas tous) ne sont en fait que des manifestations locales (le suijaku (垂迹), littéralement, une « trace ») de divinités bouddhistes (le honji (本地), littéralement, « terre d'origine, »). Les deux entités forment un tout indivisible appelé gongen et, en théorie, devraient avoir un statut égal, mais dans l'histoire cela n'a pas toujours été le cas. Au début de l'époque de Nara par exemple, le honji est jugé plus important, et ce n'est que plus tard que les deux en viennent à être considérés comme égaux. Au cours de la fin de l'époque de Kamakura il est même proposé que les kamis sont les divinités d'origine et les bouddhas leurs manifestations (voir la section Honji suijaku inversé ci-dessous).
La théorie n'a jamais été systématisée, mais n'en est pas moins très répandue et très influente. Elle est considérée comme la clé de voûte de l'édifice du shinbutsu shūgō (harmonisation des divinités bouddhistes et des kamis japonais).

## Origine et histoire de la théorie

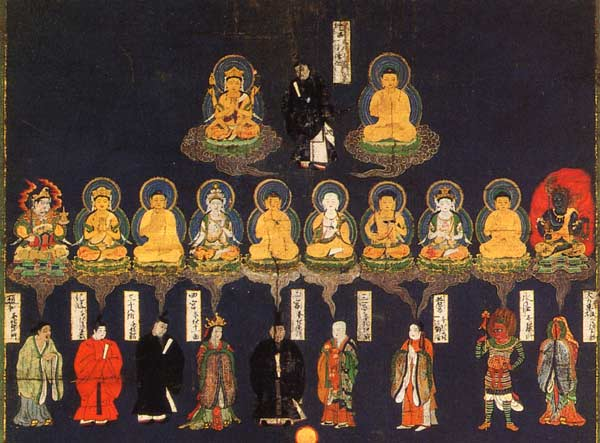
Un mandala montrant des divinités bouddhiques et leurs homologues kamis.

Les premiers moines bouddhistes ne doutent pas de l'existence des kamis mais les considèrent inférieurs à leurs bouddhas. Les divinités hindoues ont déjà connu le même accueil : elles sont considérées comme non éclairées et prisonnières du samsara. Les allégations bouddhistes de supériorité rencontrent cependant des résistances et les moines essayent de les surmonter en intégrant délibérément des kamis dans leur système. Les bouddhistes japonais eux-mêmes veulent en quelque sorte donner aux kamis un statut d'égalité. Pour ce faire, plusieurs stratégies sont développées et utilisées, et l'une d'elles est précisément la théorie du honji suijaku.
L'expression, qui trouve son origine en Chine, est utilisée par les bouddhistes Tendai pour distinguer une vérité absolue de sa manifestation historique, par exemple l'éternel Bouddha du Bouddha historique, ou le dharma absolu de ses formes historiques et effectives, le premier étant le honji, le second le suijaku,. Le terme fait sa première apparition avec cette signification dans le Eizan Daishiden, texte qui aurait été écrit en 825. La théorie véritable du honji suijaku l'applique plus tard aux Bouddhas et aux kamis, avec une première utilisation dans ce contexte datée de 901, lorsque l'auteur du Sandai Jutsuroku écrit que « les mahasattvas (bouddhas et bodhisattvas) se manifestent parfois comme des rois et parfois comme des kamis ». La dichotomie est appliquée à des divinités seulement au Japon et non pas, par exemple, en Chine.
Une explication différente mais équivalente, du fait que des divinités bouddhiques choisissent de ne pas se montrer tels qu'elles sont mais se manifestent en kamis, est exprimée dans une forme poétique avec l'expression wakō dōjin (和光同塵), ce qui signifie que pour aider les êtres sensibles, les divinités « estompent leur éclat et deviennent semblables à la poussière du monde profane ». Leur luminosité serait autrement telle qu'elle détruirait les simples mortels[pas clair].
Il existe de nombreux exemples d'appariements de divinités bouddhistes et de kamis aux Xe siècle ou au XIe siècle, et les divinités sont habituellement Kannon, Yakushi, Amida ou Shaka Nyorai. L'association entre eux se fait généralement après un rêve ou une révélation faite à un moine célèbre, et enregistrée plus tard dans les archives d'un temple ou d'un sanctuaire. À cette époque, les kamis au Japon sont naturellement regardés comme la forme prise par les Bouddhas pour sauver les êtres humains, c'est-à-dire des manifestations locales des Bouddhas universels. Vers le commencement de l'époque de Kamakura, les appariements sont désormais solidement codifiés dans les grands temples ou les sanctuaires. La fréquence de la pratique est attestée par les kakebotoke (懸仏), ou « Bouddhas suspendus » trouvés dans de nombreux sanctuaires et qui sont de grands miroirs métalliques qui portent sur le devant l'effigie du kami du sanctuaire, et sur l'arrière celui de la divinité bouddhiste correspondante. Leur nom provient de ce qu'ils sont généralement suspendus à un mur extérieur du sanctuaire.
En même temps que la théorie s'étend progressivement à travers le pays, le concept de gongen (« manifestation provisoire », définie comme un Bouddha qui choisit d'apparaître aux Japonais sous la forme d'un kami), évolue. Un des premiers exemples de gongen est le fameux sannō gongen (山王権現) de Hie. Sous l'influence du bouddhisme Tendai et du shugendō, le concept du gongen s'adapte également, par exemple, à des croyances religieuses liées au mont Iwaki, un volcan, de sorte que le kami féminin Kuniyasutamahime est associé au Jūichimen Kannon Bosatsu (Kannon aux onze visages), le kami Ōkuninushi avec Yakushi Nyorai, et Kunitokotatchi no Mikoto avec Amida Nyorai.

## La pratique duhonji suijaku
Le paradigme honji suijaku reste un élément déterminant de la vie religieuse japonaise jusqu'à la fin de l'époque d'Edo, et son utilisation ne se limite pas seulement à des divinités, mais se trouve étendue même à des personnages historiques comme Kūkai et Shōtoku Taishi. On prétend alors que ces êtres humains particuliers sont des manifestations de kamis, qui, à leur tour, sont des manifestations de Bouddhas. Parfois, la divinité en question n'est même pas bouddhiste. Cela peut se produire parce que la théorie, jamais formalisée, consiste presque toujours en événements séparés généralement basés sur les croyances particulières d'un temple ou d'un sanctuaire. Rien n'est fixé : une divinité peut être identifiée à la fois comme un honji et un suijaku dans différentes parties du même sanctuaire, et des identifications différentes peuvent être considérées comme vraies au même moment et au même endroit. La situation religieuse à l'époque médiévale est donc confuse et déroutante, et les historiens ont par conséquent essayé de se concentrer sur les réformateurs de cet âge, proposant une philosophie claire et montrant peu d'intérêt pour les questions de kamis, parce qu'ils sont plus faciles à comprendre. La théorie est finalement bénéfique pour les kamis qui passent du statut d'étrangers non éclairés à celui de formes réelles assumées par des divinités importantes. L'expression ultime de cette évolution est le ryōbu shintō, où des divinités bouddhiques et les kamis sont indivisibles et équivalents comme les deux faces d'une même médaille.
L'utilisation du paradigme honji suijaku ne se limite pas à la religion, mais au contraire a des conséquences importantes pour la société en général, la culture, l'art et même l'économie. Le bouddhisme, par exemple, proscrit la pêche, la chasse et même l'agriculture parce que cela implique de tuer des êtres vivants (insectes, taupes et assimilés dans le cas de l'agriculture), mais le concept du honji suijaku permet d'annuler l'interdiction. Selon ce raisonnement, si l'un pêche pour lui-même, il est coupable et doit aller en enfer ; cependant, si la capture est offerte à un kami, émanation d'un Bouddha connu, le geste possédant une évidente valeur « kamique », il est admissible. Cette notion permet l'interdiction de l'activité économique individuelle qui est par nature incontrôlable. Appliquée comme elle l'est aux principales activités économiques, cette interprétation du honji suijaku permet un contrôle minutieux de la dissidence de la population.
L'importance du concept peut aussi se comprendre en partant de l'idée qu'un phénomène local qui peut d'une certaine façon être lié à un objet absolu et sacré, trouve de nombreuses applications dans la période médiévale et au début de l'ère moderne. Le concept est utilisé par exemple pour dire que les terres des temples au Japon sont des émanations locales de paradis bouddhiques, ou que l’œuvre d'un artisan est une des actions sacrées d'un Bouddha indien.

## Lehonji suijakudans l'art religieux

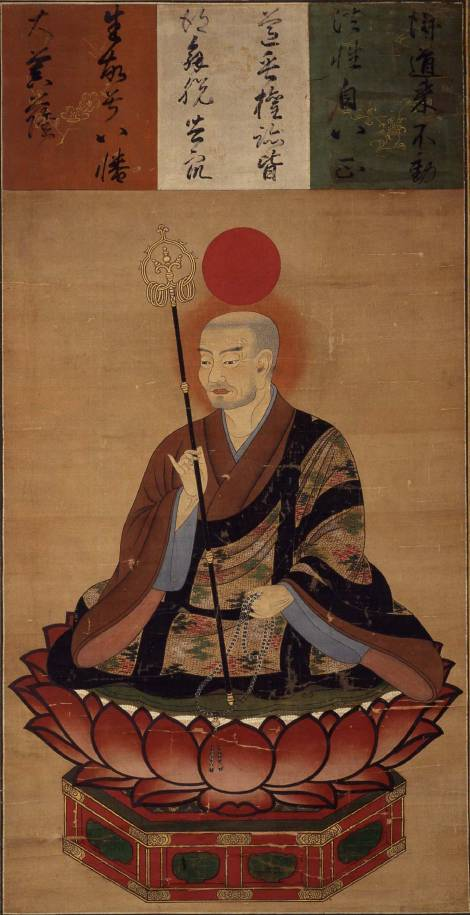
Le kami Hachiman en costume bouddhiste.

Le paradigme du honji suijaku trouve une large application dans l'art religieux avec le Honji Suijaku Mandara (本地垂迹曼荼羅) ou Songyō Mandara (尊形曼荼羅). Le Honjaku Mandara (本迹曼荼羅) (voir image ci-contre), montre des divinités bouddhiques avec leurs homologues kamis, tandis que le Honjibutsu Mandara (本地仏曼荼羅) ne montre que des divinités bouddhistes et le Suijaku Mandara (垂迹曼荼羅) que des kamis.
Le Sōgyō Hachiman (僧形八幡), ou « Hachiman en vêtements sacerdotaux » est l'une des divinités syncrétiques les plus populaires. Le kami, représenté vêtu comme un prêtre bouddhiste, est considéré comme le protecteur des gens en général et des guerriers en particulier. À partir du VIIIe siècle, Hachiman est appelé Hachiman Daibosatsu, ou Grand Bodhisattva Hachiman. Le fait qu'il soit habillé comme un prêtre bouddhiste est probablement destiné à indiquer la sincérité de sa conversion au bouddhisme Au XIIIe siècle, d'autres kamis seront également représentés dans des robes bouddhistes.

### Shintōshū
Le Shintōshū est un livre en dix volumes dont l'origine remonterait à l'époque Nanboku-chō (1336–1392). Il illustre, avec des histoires sur divers sanctuaires, la théorie du honji suijaku. Le point commun des contes est qu'avant de se réincarner en kami tutélaire d'une zone, une âme doit d'abord y être née et y avoir souffert en tant qu'être humain. La souffrance est principalement causée par les relations avec les parents, surtout les épouses ou les maris.
Le livre a eu une grande influence sur la littérature et les arts.

## Lehonji suijakuinversé
L'interprétation dominante de la relation Bouddha-kamis finit par être mise en cause par ce que les spécialistes modernes appellent le honji suijaku inversé (反本地垂迹, han honji suijaku) ou paradigme shinpon butsujaku (神本仏迹), une théologie qui renverse la théorie originale et donne la plus grande importance aux kamis. Les partisans de la théorie estiment que, tandis que ceux qui ont atteint la « bouddhéité » ont acquis l'éveil spirituel, un kami brille de sa propre lumière. La doctrine est d'abord développée une fois encore par les moines Tendai, et sa première formulation complète est attribuée à Jihen, moine lié au grand Ise-jingū, et qui est le plus actif vers 1340. Dans le premier fascicule du Kuji hongi gengi, il fait valoir qu'à l'origine le Japon n'a que des kamis, et que c'est seulement plus tard que les Bouddhas prennent le relais. Il estime que cette raison explique la décadence des mœurs du pays, mais que bientôt apparaîtra un monde où domineront les kamis. Dans le cinquième fascicule de la même œuvre, il compare le Japon à une graine, la Chine à une branche et l'Inde à une fleur ou à un fruit. Tout comme les fleurs qui tombent reviennent aux racines, l'Inde revient à ses racines, les kamis sont les honji et les Bouddhas leurs manifestations. Yoshida Kanetomo est influencé par ces idées et les amène plus loin, opère une rupture nette avec le passé, devient le créateur du shinto Yoshida et porte le honji suijaku inversé à maturation.
Alors qu'il est généralement soutenu que le honji suijaku inversé est une réaction de cultes indigènes à la domination du bouddhisme, l'histoire montre que les intellectuels bouddhistes en sont à l'origine. La théorie n'est pas en soi « anti-bouddhiste » et ne remet pas en cause l'existence des Bouddhas, mais cherche simplement à inverser l'ordre d'importance établi entre les kamis et les Bouddhas. La raison pour laquelle des bouddhistes ont élaboré une pareille théorie au détriment de leurs propres divinités n'est pas claire, mais il est possible qu'elle a été développée par des moines de sanctuaire, ou shasō, qui s'occupent de la partie sanctuaire des complexes « temple-sanctuaire » afin de renforcer leur statut.